# پروستین (ناحیه خرودیم)
پروستین (به چکی: Prosetín) یک منطقهٔ مسکونی در جمهوری چک است که در ناحیه خرودیم واقع شده‌است. پروستین ۸۰۴ نفر جمعیت دارد.